# Lenguas tai centrales
Las lenguas tai centrales incluyen los dialectos zhuang meridionales y varios dialectos nung y tày del norte de Vietnam.
Las lenguas tai centrales se diferencian de las  lenguas tai septentrionales en que el tai central distingue los inicios aspirados y no aspirados, mientras que el tai del norte generalmente no (Li 1977). Las tai suroccidentales también muestran este tipo de contraste de aspiraciones.

## Clasificación
Según William Gedney, el tai central está más estrechamente relacionado con el tai del suroeste que con el tai del norte, mientras que André-Georges Haudricourt aboga por una relación más estrecha con el tai del norte. Sin embargo, el árbol provisional de la rama tai hecha por Pittayaporn (2009) considera que el tai central es parafilético.
Ciertos idiomas en áreas predominantemente tai centrales, como el cao lan y el nùng an  en el norte de Vietnam, también muestran características tai septentrionales. Parecen ser lenguas mixtas que no son completamente tai central o septentrional. Jerold A. Edmondson llama al cao lan " tertium quid ".
El análisis filogenético computacional de Jerold Edmondson (2014) de las lenguas tai muestra que el tay y el nung son ramas coherentes bajo el tai central.
Tai central
- Núcleo del tai central: Nung Chau, Pingxiang Zhuang, Leiping Zhuang, Ningming Zhuang
- Tay : Tay Bao Lac, Tay Khanh Trung, Cao Lan
- Nung : Nung Chao (Longzhou Zhuang), Nùng Phạn Slinh, Nung Inh, Nung occidental/Nung Din (Nong Zhuang), Nung Yang (Yang Zhuang), Nung An

## Idiomas
Muchas lenguas tai centrales se conocen como nong 侬 (nùng en vietnamita) o dai 岱 (tày en vietnamita).

### China
- Longzhou
- Ningming
- Nong Zhuang
- Dai Zhuang
- Min Zhuang
- Yang Zhuang (diferente de Yang)
- Pyang Zhuang
- Yang Zhuang

### Vietnam
- Nung
  - Nùng Phạn Slinh
  - Nùng Cháo
  - Nùng Inh
  - Nùng An
  - Nùng Giang
  - Nùng Dín (=Nùng occidental o Nong Zhuang)
- Tay
  - Tày Bảo Lạc
  - Tày Trùng Khánh